# جيف فاغنر
جيف فاغنر (بالإنجليزية: Jeff Wagner)‏ هو سياسي أمريكي، ولد في 2 أبريل 1960 في ساكامور في الولايات المتحدة. حزبياً، نشط في الحزب الجمهوري. وقد انتخب عضو مجلس نواب أوهايو.